# Micrathyria paruensis
Micrathyria paruensis is een libellensoort uit de familie van de korenbouten (Libellulidae), onderorde echte libellen (Anisoptera).
De wetenschappelijke naam Micrathyria paruensis is voor het eerst geldig gepubliceerd in 1963 door Geijskes.